# Jules-Edmond Renouard de Bussierre
Pour les autres membres de la famille, voir Famille Renouard de Bussière.
Jules-Edmond Renouard, baron de Bussierre (13 juillet 1804 à Paris - 23 novembre 1888 à Paris), est un diplomate et homme politique français.

## Biographie
Fils de Julien Raphaël Renouard de Bussierre, officier à l'armée de Condé, et de Marguerite Françoise Bouvier de la Mothe de Cepoy, ainsi que neveu d'Athanase Paul Renouard de Bussierre, Jules-Edmond Renouard de Bussierre suivit la carrière diplomatique, et fut successivement chargé d'affaires à Darmstadt puis à Dresde. 
Il est nommé Pair de France le 25 décembre 1841. 
Ministre plénipotentiaire près du roi de Saxe, il devient ambassadeur près de la cour de Naples.
Marié avec la fille de Jonas-Philip Hagerman, il est le beau-père du comte Auguste de Pourtalès (de).

## Sources
- « Renouard de Bussière (Jules-Edmond, baron de) », dans Adolphe Robert et Gaston Cougny, Dictionnaire des parlementaires français, Edgar Bourloton, 1889-1891 [détail de l’édition]